# Греческие добровольцы во франко-прусской войне

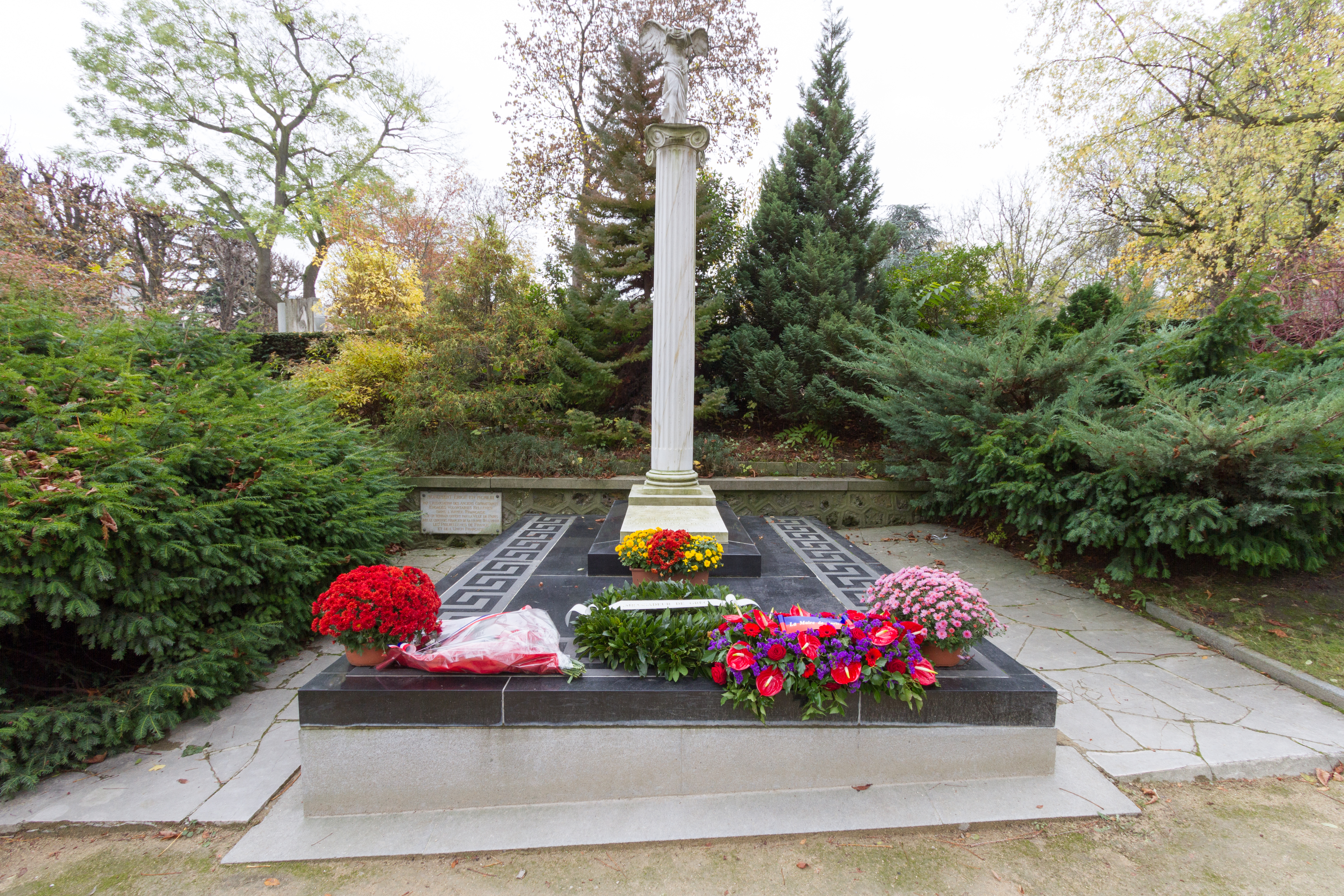
Памятник греческим добровольцам на парижском кладбище Пер-Лашез. Надпись на мемориальной плите памятника гласит: «В память о греческих добровольцах павших за Францию — 1870// 1914—1918// 1939—1945

Греческие добровольцы в франко-прусской войне 1870—1871 годов (греч.  Οι Έλληνες εθελοντές στον Γαλλο-Πρωσσικό Πόλεμο του 1870 – 1871) внесли заметный вклад в Греко-французские отношения второй половины XIX века.
Греческое добровольческое движение было вызвано симпатией и солидарностью греческой молодёжи с новой, республиканской, Францией, в условиях её поражений на полях сражений и основывалось на тезисе „морального долга“ перед двумя сотнями французских филэллинов принявших участие в Освободительной войне греков, полвека до событий 1870 года.
Это движение стало прелюдией участия греков в обороне Парижской коммуны, но при этом отмечается, что в отличие от массового, для масштабов маленького Греческого королевства добровольческого движения непосредственно в период франко-прусской войны, в обороне Парижской коммуны участие греков ограничилось несколькими десятками греческих анархистов и социалистов.
Греческие историки отмечают добровольческое движение периода франко-прусской войны, но в большинстве случаев не принимают его идеологический контекст.
Так Х. Лазос в предисловии своей работы „Греки в освободительных движениях“ (мира) пишет, что наряду с греческими добровольцами в составе русской армии в период Крымской войны, добровольцы франко-прусской войны участвовали в войнах между (Великими) Державами, без освободительной подоплёки конфликтов, посему не может посвятить им главу своей работы.

## Франко-греческие отношения перед началом франко-прусской войны
Константинос Элиано́с пишет, что если даже согласиться с тем что память о франко-британской оккупации Пирея, (совершённой в ответ на негласную греческую войну против Османской империи что по существу было косвенной поддержкой России в период Крымской войны), ‘зарубцевалась», в результате позиции Наполеона III в отношении очередного Критского восстания и поддержки Францией Османской империи, отношения между двумя странами претерпели охлаждение.
Участие в восстании французских революционеров Г. Флуранса и А. Чиприани не меняло картину — греческое общественное мнение в этот период относилось к Франции негативно.
Новость о начале франко прусской войны (7/19 июля 1870 года) греческий народ и власти королевства приняли с безразличием. Греческая пресса не выражала какой либо профранцузской позиции, к тому же Пруссия ещё не вступила в период протурецкой политики с последующим соучастием (Германии) в геноцидах христианских народов Османской империи.
Несмотря на в целом негативные чувства в отношении Франции, в военных кругах Греции начало войны вызвало своего рода интерес. Небольшое число офицеров выразило желание отправиться во Францию «для наблюдения за военными операциями».
Ответ из Парижа был отрицательным.
21 июля/2 августа, греческое правительство, вслед за британским и российским, провозгласило нейтралитет, что было воспринято общественным мнением с пониманием.

## Перемена в настроениях греческого общества
Поражение французской армии при Седане и пленение императора 22 августа/2 сентября, которое привело к свержению его режима, вызвали энтузиазм в греческой столице, отмечая немедленную перемену чувств.
Свержение «бессовестного, бесчестного и протурецкого» правителя и установление демократии (республики) стали началом поворота греческого общественного мнения в отношении Франции и предпосылкой отправки греческих добровольцев во Францию для участия в войне против пруссаков.
Этот шаг вывел отношения между двумя народами на новый уровень.
Недовольство которое накопилось у греческого народа по причине позиции официальной Франции в критском вопросе трансформировалось в энтузиазм и поддержку уже республиканской Франции.
Поражение и свержение Наполеона стали катализатором для проявления чувств благодарности за французский филэллинизм полувековой давности. — за французских добровольцев в Освободительной войне 1821—1829 годов, за французских моряков погибших (в общем то несанкционированном) Наваринском сражении:Г-421 и (даже) за солдат армии генерала Мезона с её неоднозначной военно-политической миссией при эвакуации египетской армии из Пелопоннеса в 1828 году.

## Позиция официальной Греции
В то время как правительство Э. Делигеоргиса разделяло перемены общественного мнения, Афины не посылали инструкцию послу в Париже Фокиону Року признать новый режим. Георг I (король Греции) был осторожен в преждевременном признании режима который сверг империю и верил слухам что германский канцлер восстановит Наполеона на троне.
Лишь 4/16 октября Рок получил указание вступить в контакт с новым правительством «en rapports officiels».
Георг принял посла Франции Baude и «выразил ему в особо сочувственных выражениях сильное горе, которое причиняло ему тяжёлое положение Франции»
Однако новый министр иностранных дел Х. Христо́пулос, проживший многие годы в Париже, инструктировал Рока сохранять осторожность в вопросах внутренней политики Франции и развивать контакты с лицами всех партий.
Греческое правительство проявляло терпимость в отношении начавшегося движения волонтёров, среди которых особым рвением отличались студенты университета. Несмотря на провозглашённый нейтралитет, правительство с симпатией наблюдало за тем что переживала Франция, с столь неблагоприятным ходом военных операций.
Baude информировал Париж, что согласно премьеру Делигеоргису «Греция с величайшим рвением будет способствовать любому европейскому шагу, который положит конец кровавом кругу. Однако сама она не может взять на себя инициативу». Посол добавил что «важно то что Греция делает, а не заявления её министров».
Британское посольство информировало: «в деле с добровольцами греческое правительство сотрудничает с ними».

## Движение добровольцев
Между тем греческая молодёжь и военнослужащие пришли в движение, с целью оказать помощь новой Франции, особенно после германских побед и тяжелого положения французских армий.
Греческие и французские источники, а также посольство Пруссии указывают в качестве первого и основного зачинщика волонтёрского движения профессора Анастасия Геннадиоса (1840—1911) сына греческого просветителя Г. Геннадиоса.
При этом профессор Геннадиос получил немецкое образование в Мюнхене и был членом только созданной греческой массонской ложи, но он встал на сторону Франции из идеологических соображений.
Активности одного человека и газеты подверженной массонству («Астир» — «Звезда») где он печатался было бы недостаточно для такого сильного движения.
Однако профранцузские настроения усиливались большей частью афинской прессы, либо перечатыванием информации о добровольцах из французских газет где описывались их подвиги, либо их писем.
В особенности в период когда французская армия терпела поражения.
Был выдвинут тезис о моральном долге греков перед французскими филэллинами.

## Прогерманское меньшинство

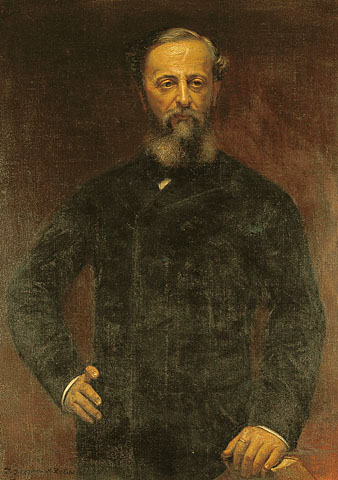
Художник Ксидиас, Николаос — портрет Тимолеона Филимона.

Исключением в единогласии греческой прессы была газета «Эо́н» (Αιών — Век). Её главный редактор (и будущий мэр Афин) Тимолеон Филимон резко высказывался против добровольческого движения, напоминая что и немцы проливали кровь за свободу Греции и, следовательно, греки обязаны признательностью им в той же степени как и французам (в действительности, и если ограничиваться только филэллинами- добровольцами, добровольцы из немецких земель начала века были самой большой национальной группой (342 человек) затем следуют французы (196).
Филимон заявлял, что все кто уезжает во Францию представляют только самого себя, но не Грецию и обвинял тех кто призывал греков отправиться во Францию «в совершении тяжкого политического преступления против интересов Отечества».
Более резко газета «Эо́н» писала: «каждая капля немецкой крови пролитая греком является пятном позора на его лбу. Которое отмечает его вину и тяжесть чёрной неблагодарности».

## Отбытие групп волонтёров
Как и добровольцы других стран начавших стекаться во Францию после свержения имперского режима, первые греческие добровольцы отбыли из Пирея в середине сентября.
Образовалось ползучее движение мобилизации из уст в уста, побуждавшее молодёжь всех сословий отбыть во Францию из всех регионов королевства и с территорий остававшихся османскими. Ксения Марину пишет о критских добровольцах последовавших во Францию за своим соратником по Криту, Г. Флурансом.
Французские источники отмечают также прибытие греческих добровольцев из египетской Александрии.
Некоторые греческие добровольцы были мотивированы поддержать новый демократический режим во Франции, другие поиском приключений!
Местные лидеры отбывали с своими группами. Таковой была группа сапёров из одной и той же роты в Нафплионе, где симпатизирующие Франции собирались в доме революционерки Каллио́пи Папалексопулу.
Кроме марсельских греков поддержка волонтёрам и в Марселе и в Пирее была оказана также французскими предпринимателями Pierre Philippe и Labadier, имевшими дело в Греции и обеспечившими их снабжение
Добровольцы прибывали в Пирей из всех регионов Греческого королевства и из диаспоры малыми группами военных или гражданских, главным образом студентов. Добровольцы просили в посольстве Франции бесплатный переезд в Марсель на французских пароходах. Французский МИД ответил на соответствующий запрос своего посла положительно, при условии что пассажиры будут с собственным оружием.
Неимевшим оружия помогла с его приобретением французская колония в Афинах, главным образом французский бизнесмен Philippe. Благодаря сбору средств предпринятому французской колонией были прикуплены ещё два ящика карабинов Минье.
Греческие власти не представили цифры отбывших во Францию.
Со своей стороны греческие власти «курировали только случаи дезертирства. (но) только в той мере чтобы было необходимо чтобы правительство не было обвинено в соучастии…».
До 100 греческих военных были арестованы и заключены в тюрьму в Нафплионе. Многих гражданских власти отговаривали, в результате чего они отказались от поездки во Францию.

## В Марселе
Прибытие греческих добровольцев продолжалось до начала декабря.
Мастер-сержант Александрос Александру пишет в своих мемуарах что волонтёры не вступали в контакт с консульством Греции в Марселе.
Между тем их содержание взяла на себя греческая колония Марселя. Богатые купцы и предприниматели греческого происхождения, такие как семьи Зафиро́пулоса, Калвокоресиса, Псомадиса, Аргентиса, Цициниаса, Меласа (в том числе Михаила Меласа, отца будущего македономаха П. Меласа, который и родился Марселе в 1870 году), а также врачи Метаксас и Дамаскино́с. Цициниас позаботился о пошиве мундиров, на которых были вышиты L.G., то есть Légion Grecque.
Кроме поддержки греческих добровольцев, марсельские греки внесла щедрый вклад для усиления французской армии. Среди прочего они приобрела 4 пулемёта, которым дали символически имена «Гречанка» (La Grecque), «Афинянка» (l’Athénienne), «Спартанка» (La Spartiate), «Четыре друга» (Les quatre Amis).
Сами греческие добровольцы не ставили своей целью обогащение, может быть почести, прибывали с убеждением что отдают Франции то, что ей должна Греция.
Транспортные расходы оплачивала французская сторона, которая предоставила также карманные деньги.
На месте они получали жалованье, установленное французским правительством для всех добровольцев, но эти суммы не были элементами обогащения.
Многие из добровольцев заявляли что они желают служить под командованием французских офицеров рядовыми, хотя сами были офицерами и унтерофицерами.

## Число греческих добровольцев
После прибытия в Марсель греческие добровольцы стали направляться на фронт с конца октября 1870 года.
Существует значительный разнобой о их числах.
Полиция Афин (через МИД Греции) в ответ на протест посла Пруссии Вагнера (E. de Wagner) информировала что число отбывших волонтёров не превышало 200! Опираясь на эту цифру посольство Австрии информировало о 300—350.
Британское посольство информировало о «достаточно многих сотен лиц из всех сословий общества, которые намеревались вступить в французскую армию….».
Греческие газеты писали о нескольких сотнях.
Про-прусская «Эо́н» писала о 100—150 «дезертирах».
22 января/3 февраля 1871 года газета Палигеннесиа (Παλιγγενεσία) писала о 800 добровольцах, по окончании войны газета Хронос (Χρόνος) писала о 700 добровольцах.
Поимённо из разных источников отмечены только 132 добровольца.
В работе французов Driault-Lhéritier, «Histoire Diplomatique de la Grèce depuis 1821 à nos jours» авторы пишут что в январе 1871 года число греческих добровольцев достигло 1300—1400 бойцов.
Эти цифры повторяет E. Desmaze в то время как французский академик Alfred Mézières, увеличивает её до 1500 человек.
Эту цифру (1500) принимает и Ксения Марину.
Максимальной является оценка газеты из Лиона «Salut Public», согласно которой в войне приняли участие 3 тысячи греческих добровольцев.
Цифра 700—800 добровольцев чаще всего встречающаяся в греческой прессе той эпохи и сегодня принимается большинством историков.
К. Элианос пишет что и 700—800 греческих добровольцев цифра высокая, учитывая тот факт что население малой тогда Греции насчитывало 1 миллион 400 тысяч душ.

## Греческие добровольцы в составе французских и добровольческих соединений
3/15 ноября делегация добровольцев встретилась с послом Ф. Роком, аккредитированным в Tours — куда переехало французское правительство.
Рок ограничился горячим приветствием.
К. Элианос пишет что «видимо посол не хотел скомпрометировать себя приёмом дезертиров».
В таблице частей в составе 2-й бригады корпуса Д. Гарибальди (под командование которого по приказу французского правительства были отведены большинство иностранных добровольцев) перечислятся под номерами ST 462 и ST 494 Guerilla gréco-française d’Orient (4 роты) и Guerilla d’Orient (под командованием du commandant Chenet, а затем du commandant Jacquot dit de Saulcy, в декабре насчитывала 350 бойцов), а под ST 466 Греческий легион (Légion Grecque,) под командованием капитана Fauvret.
Некоторые упоминаются как «эвзоны» (в силу того что носили «экзотическую» греческую фустанеллу.
Ксения Марину пишет что при формировании Иностранного легиона, 12 ноября Гарибальди провёл смотр 120 греческих добровольцев прибывших из Лиона и одетых в фустанелы.
Газеты писали что в Иностранном легионе в числе 1000 бойцов, были «скандинавы, испанцы, греки, русские, итальянцы…».
Многие греческие добровольцы были рассеяны по воинским частям по всей Франции — Вогезы, Париж, Луара или «Армии Востока». Генерал Bordone (Joseph-Philippe-Toussaint Bourdon)- начальник штаба Гарибальди писал в своей книге: «Армия Вогез, кроме 2 тысяч итальянцев состояла из нескольких сотен испанцев, греков, поляков».

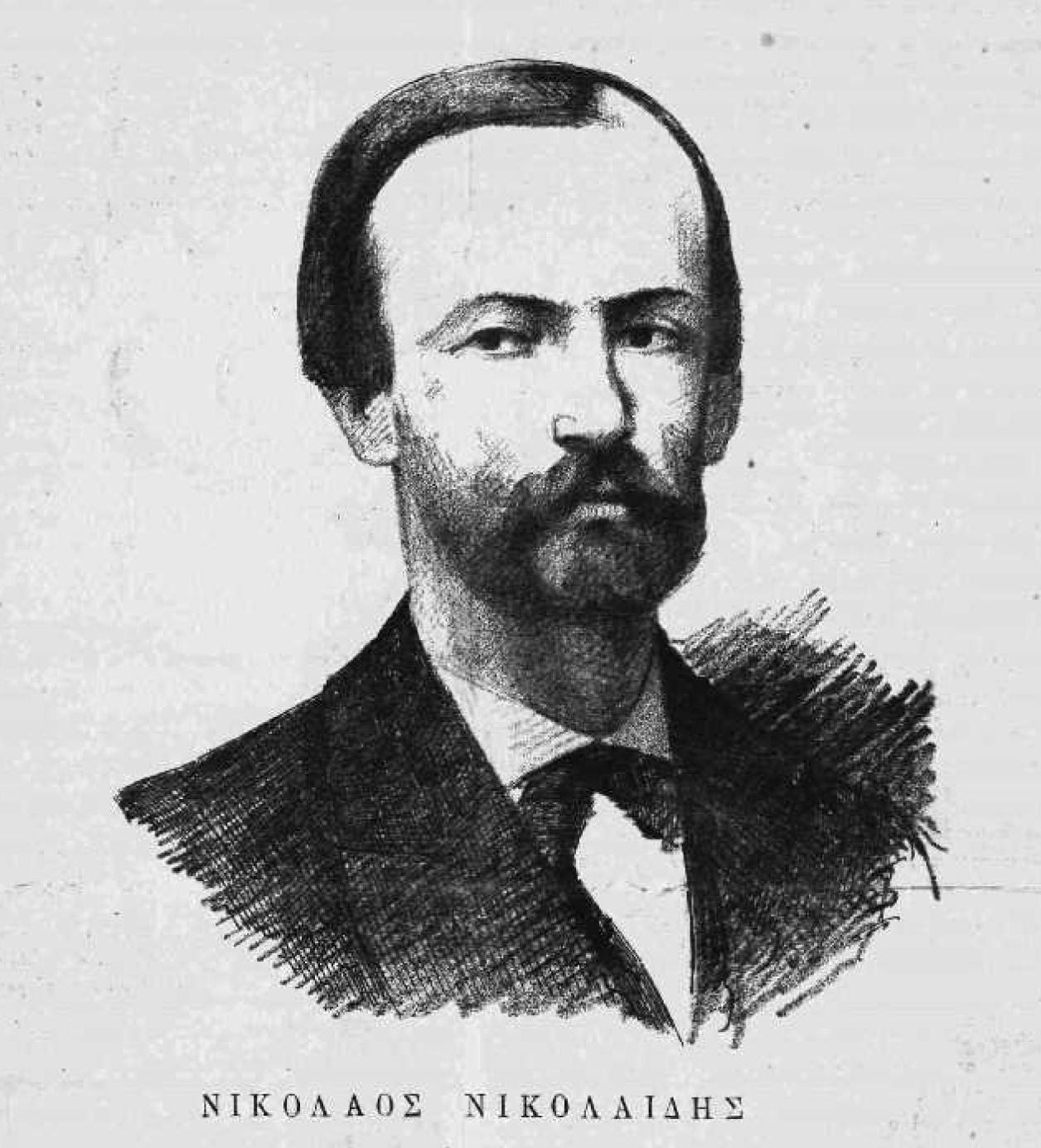
Профессор Нико́лаос Николаидис. Участник Критского восстания 1866 года. В франко-прусской войне командовал 174-м батальоном французской Национальной гвардии Бельвиля. В Фессалийском восстании 1878 года и сражении при Макринице командовал отрядом 25 студентов-добровольцев.

В то время как Г. Флуранс после командования 63-м батальоном Национальной гвардии, принял командование пятью батальонами «Стрелков Бельвиля», Ксения Марину отмечает под командованием Флуранса его критских соратников, среди которых самым известным был профессор Нико́лаос Николаидис. Согласно греческим источникам профессор Николаидис командовал 174-м батальоном французской Национальной гвардии Бельвиля.
Однако греческая пресса реально оценивала роль добровольцев в войне.
Греческая газета «Астир» (Αστήρ), воодушевлявшая добровольчество во Францию, позже писала: «сила (число) добровольцев мала и незначительна, но имела напротив огромное моральное значение».

### Вольные стрелки
Французский генштаб счёл что иностранные добровольцы в целом не могут вступить в регулярные части армии, в силу различного национального происхождения и языков, не имевших к тому же в значительной своей части военной подготовки, и зачислил их в соединения вольных стрелков. Первая такая часть была образована в Марселе бывшим французским офицером подполковником Chenet. И получила имя Guerilla greco-française d’Orient или Guerilla d’Orient.
Соединение было подчинена Гарибальди и направлена в Dijon, в Вогезы. Та же участь постигла и Légion Grecque.
Добровольцы группы в которой служил будущий мемуарист Александру выразили официально желание служить под командованием французских офицеров, а не офицеров Гарибальди, неоднородность формирований которого предвещала трудности.

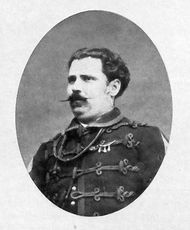
Подполковник Эрнст де Липовски, под командованием которого воевала часть греческих добровольцев

В результате, добровольцы этой группы были приданы полку свободных стрелков Парижа (Francs tireurs de Paris), 650 человек, прославившегося при Chateaudun, под командованием подполковника графа Ernest de Lipowski, у которого сложились очень тёплые отношения с греческими добровольцами.
Вольные стрелки, французы и иностранцы, в массе своей не были профессиональными военными, не носили мундиров, не отличались особой дисциплиной.
Немцы рассматривали их в качестве незаконных групп гражданского населения, преступниками, что имело последствия в случае их пленения.
Стрелки не атаковали по фронту, а действовали внезапными атаками с целью причинения потерь противнику.
Имена стрелков во многих случаях не были зарегистрированы, что создаёт проблемы историкам этой войны.
Будучи по сути партизанами, они не подпадали под действие международного права войны. Немцы отказывали им в статусе военного противника.
Добровольцы под командованием Гарибальди были разбросаны маленькими группами по многим частям и формированиям.
В Вогезах, греки принимали участие в боях в составе Guerilla franco-grecque d’Orient или Légion Grecque. Некоторые были повышены в звание офицера. Афинская пресса перепечатывала сообщения французских газет о участии греков в боях в Dijon, Autun, Talant…
В сражении в Dijon прославился «греческий гарибальдиец» Илиас Стекулис, которого, в силу его послужного списка с Крымской войны и далее, Х Лазос именует «профессиональным добровольцем».
А. Александру, в своих мемуарах описывает участие греков в составе Стрелков Парижа (Francs tireurs de Paris) с начала ноября в сражениях при Varize (17/29 ноября 1870) Рatay (20 ноября/2 декабря), второй осаде Орлеана (22 ноября/4 декабря), , Nuits (6/18 декабря, Alençon (в Нормандии) (3/15 января 1871). Он же отмечает имя первого погибшего греческого добровольца — Нико́лаос Цимбиро́пулос .
В сражении при Орлеане греческие добровольцы спасли знамя соединения, что было отмечено приказом.
Он же пишет что в бою у Витри-сюр-Сен, ввязались «эвзоны Neuilly» (вероятно речь идёт Нёйи-сюр-Сен)
Значительное число добровольцев, в особенности тех что были зачислены в Свободные стрелки Парижа, после прибытия из Марселя в октябре, за 3 месяца прошли через всю Францию.
После сражения при Алансон в Нормандии они направились ещё севернее, ведя непрерывные бои до Онфлёр. Отсюда и после подписания перемирия в конце января 1871, начался их обратный путь до Марселя.

### Димитрис Вурвахис (Бурбаки)
Члены греческой диаспоры в Париже вступал в армию как добровольцы.
Отдельный интерес вызывает Димитрис Вурвахис по причине того что этот выходец из семьи греков Франции, будучи греческим гражданином и лейтенантом греческой армии, приходился племянником известному генералу французской армии, греку по происхождению Шарлю Бурбаки. Некоторые греческие добровольцы воевали под командованием своего известного «земляка» генерала.
Димитрис Вурвахис оказался (застрял) в французской столице с началом войны, но не сумел вступить в соединения своего дяди.
Возглавляя свою роту захватил 2 прусских артиллерийских орудия.
Комендант Парижа генерал Трошю, отметил это в своём рапорте, а по информации местной прессы Вурвахис был награждён Орденом почётного легиона на поле боя.

## Греческие добровольцы в свете греко-прусских/германских отношений
К. Элиано́с пишет что греческое правительство совмещало в вопросе добровольцев провозглашённый им же «абсолютный нейтралитет» посредством балансирования.
Правительство принимало меры, делая вид что не знает. Следуя этой же логике газета «Астир» (Αστήρ), «посыпая глаза пеплом», писала: «добровольцы отбывают каждую неделю (вовсе) не воевать против брата немца, но чтобы выразить поддержку французским филэллинам, которые подвергаются стольким страданиям…».
Греческие военные власти, по собственной инициативе, решили что «унтер-офицеры, которые выехали за границу, согласно уставу будут удалены из армии как дезертиры».
К. Элианос пишет, что если согласиться с тем что правительство из-за сентиментов хотело услужить Франции, оно должно было исходя из реализма не вызывать отрицательных впечатлений у победившей державы.
В конечном итоге волонтёрское движение в Греции привлекло внимание немецких властей, которые однако не захотели раздувать проблему, поскольку сочли что число отъезжающих не было значительным.
Посол E. de Wagner поначалу не принял этот вопрос всерьёз, но когда число волонтёров стало расти он счёл целесообразным рапортовать в Берлин.
В итоге он был вынужден дипломатически указать греческому правительству его серьёзные упущения в качестве нейтрального (государства).
На первом этапе имело место только устное замечание посла премьер-министру и министру иностранных дел, но через несколько дней 1/13 декабря 1870 года, посол счёл нужным направить официальную письменную ноту в более серьёзной форме.
Через два дня правительство Делигеоргиса ушло в отставку (3/15.12.1870), новый мид Х. Христопулос запросил компетентные органы о деталях этого дела.
Следуя решениям военных властей, Христопулос послал Вагнеру предварительный лаконичный ответ, в котором указал что были приняты все необходимые меры для соблюдения абсолютного нейтралитета, в результате чего все отъезды уже давно приостановлены.
1/13 января 1871 года Вагнер прислал напоминание, в котором однако в спокойном тоне признал что после его первого сообщения отъезды добровольцев были практически приостановлены, посол не имел намерений настаивать на этом вопросе.
Христопулос послал полный ответ 4/16 января. Правительство не желая прослыть соучастником приняло действительные меры — по приказу военного министра около 100 кандидатов в волонтёры были арестованы и размещены в тюрьму в Нафплионе
В этих условиях Вагнер продолжил ноты неохотно (reluctantly) и без особого упорства.
Меду тем, после подписания перемирия в конце января, волонтёры начали возвращаться.
Без особой суеты дело было сочтено завершённым.
Вагнер с особыми почестями был принят в королевском дворце днями позже, чтобы объявить королю Георгу провозглашение короля Пруссии в качестве императора Германии.
Посол Пруссии не преминул отметить, что некоторые молодые греки просили принять участие в войне на стороне немцев, но он переубедил их. К. Элианос пишет что не находит подтверждений этой информации посла.
Однако он же пишет, что действительно некоторые греческие офицеры оказались по другую сторону фронта.

## Греческие офицеры воевавшие в составе прусской/германской армии

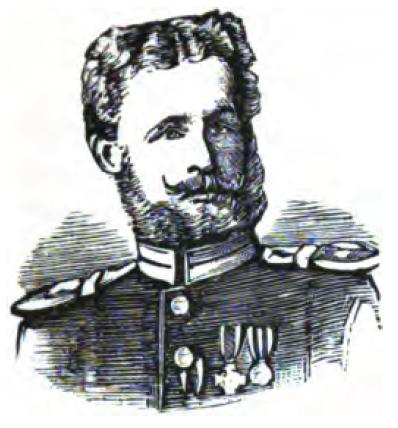
Лейтенант Аристидис Ризос Рангавис. Ранен при осаде Парижа. Кавалер ордена Железного креста

К началу 1870 года национальные чаяния немцев и греков оставались незавершёнными. В вопросах объединения и ирредентизма немцы и греки понимали друг друга.
Критское восстание 1866-69 годов рассматривалось Великими державами, главным образом Франции Наполеона III, внутренним делом Османской империи. Французская дипломатия считала что потеря османами (греческих) территорий возвращала на повестку дня Восточный вопрос, что было для Франции неприемлемо.
Последнее делало Францию недружественной для греков страной, и стало своего рода оправданием для греческих офицеров вступивших в германскую армию в начальный период войны, при Наполеоне III.
Все эти офицеры вступили в германскую армию добровольно, но не были добровольцами в узком смысле то есть прибывшими из Греции, а оказались по разным причинам с началом войны на территории Пруссии или Баварии.
Из известных имён греческих офицеров воевавших в рядах прусской/германской армии:
- лейтенант Мануил (Фигуэейра) Алмейда, Сын героя Освободительной войны Греции 1821—1829 годов, португальского филэллина Антонио Алмейда. Был тяжело ранен в регионе Мозеля.
- лейтенант Аристидис Ризос Рангавис. Ранен при осаде Парижа. Дважды повышен в звании на полях сражений. Награждён Железным крестом.
- лейтенант Евгений (Эмилианос) Рангавис (брат Аристидиса)[14]
- Георгиос Дракос, из прославленного в войнах сулиотского рода. Выпускник Баварского военного училища. Смертельно ранен при Седане.

## Отзвуки (греческого) добровольческого движения в французском обществе
Новый министр иностранных дел Франции писал из Бордо послу Baude, в конце декабря: «Информирован из вашего доклада с удовлетворением что движение греческих волонтёров усиливается всё больше. Нас удовлетворяет тот факт что греческая молодёжь не забыла о вкладе Франции в пользу Греции в ходе Греческой революции и желает выразить нам свою благодарность в дни наших испытаний».
К. Элианос, будучи и сам бывшим дипломатом, отмечает что министр находящийся во Франции узнаёт о иностранных добровольцах сражающихся во Франции от посла.
В хаосе войны отмечались и случаи недружеского отношения к добровольцам со стороны некоторых нижних чиновников. К. Элианос пишет, что не удивляет информация исходящая от посла Пруссии что некоторые добровольцы вернулись из Франции разочарованные, уже с сентября.
Напротив французская пресса публиковала множество восторженных отзывов, хвалебных статей в адрес греческих добровольцев, особенно в регионах боёв.
Посол Греции Рок отмечал перемену французского общественного мнения в пользу Греции
К. Элианос пишет, что учитывая французскую катастрофу, греческое добровольческое движение было представлено местной прессой удовлетворительно, но в условиях катастрофы особых нград от правительства Франции добровольцы не дождались, несмотря на то что они были представлены к наградам некоторыми генералами, в частности их командиром, генералом de Lipowski.
Французская катастрофа делала невозможным определить и проверить число убитых и раненных добровольцев.
А. Александру в своих мемуарах пишет что греческие добровольцы потеряли убитыми как минимум 60 человек.
Приводятся и бо́льшие, но не подтверждённые цифры.
Некоторые добровольцы, как капитан Леонтаритис в армии Гарибальди, был смертельно ранен при Дижон и был похоронен с официальной церемонией.
Слух о массовой гибели 30 добровольцев в ноябре 1870 года (позже был опровергнут) при Varize), послужил поводом панихиды организованный их сокурсниками при участии профессора Д. Струмбоса, посла Франции и экипажа французского корабля оказавшегося в Пирее.
Замок Шамбор на северо-западе Франции был использован в качестве госпиталя. Установленная памятная плита напоминает о пребывании здесь раненных греческих добровольцев .
Французские поэты, философы и историки оценили в должной мере этот моральный жест греков, в особенности если учесть что греческие добровольцы прибыли во Францию сразу после подавления Критского восстания 1866-69 годов и неприглядной роли официальной Франции в этом вопросе.
Особую известность в Греции приобрела переведённая и многократно напечатанная «Ода» В. де Лапрада (Victor de Laprade, Les Volontaires Grecs et la France)..

### 1897
В свою очередь, с началом кратковременной, сколь и «странной» греко-турецкой войны 1897 года, 187 французских добровольцев прибыли в Грецию и сражались в рядах греческой армии и иррегулярных отрядов.

## Возвращение
Несмотря на хаос, расходы на репатриацию добровольцев, плюс жалованье за два месяца, были оплачены французским государством.
Греческая колония Марселя вновь пришла на помощь добровольцам, несмотря на невзгоды войны, как морально так и в практических проблемах.
Возвращение добровольцев не было отмечено официально ни французскими, ни греческими властями. Греческая общественность забыла о своих героях.
Даже афинская пресса лишь упомянула их возвращение, не расписывая событие. Французское посольство не стало организовывать мероприятий, видимо из-за сложного положения господствовашего в Париже по причине Парижской коммуны.

## Трибуналы
Репатриировавшихся унтер-офицеров и рядовых военных ожидали трибуналы. Нет информации, что процесс затронул офицеров.
Первая группа из 5 военнослужащих предстала перед 1 м постоянным военным трибуналом в мае 1871 года и была осуждена на 2 года общественно-принудительных работ.
Приговор вызвал бурную реакцию общества. После соответствующих вмешательств, через несколько дней 2-й постоянный трибунал, но и 1-й трибунал в новом составе, в июле большинством голосов оправдали обвиняемых. Король Георг помиловал всех кто был осуждён.
Через трибуналы прошли 31 военнослужащих, в то время как в официальном списке добровольцев который насчитывал 132 человек поимённо, 68 были военнослужащими.
Было очевидно что остальные дезертиры не предстали перед трибуналом после шума вызванного первыми приговорами.
Характерно что в роли защитника первой группы выступил лейтенант Димитриос Вурвахис, награждённый французами доброволец.
В обвинительном заключении говорилось что дезертиры воевали против Пруссии «то есть страны дружественной Греции». В то время как защита возражала, что они дезертировали вовсе не для того чтобы избежать армейского бремени, а из чувства благодарности к французской нации.